# SHACL
SHACL (Shapes Constraint Language)  é uma especificação do W3C (World Wide Web Consortium) para validação de grafos RDF com um conjunto de condições. SHACL inclui, entre outras coisas, funcionalidades para expressar condições que limitam o número de valores que uma propriedade pode ter, o tipo de valores, intervalos numéricos, padrões de correspondência de string e combinações lógicas de certos restrições. SHACL também inclui um mecanismo de extensão para expressar condições mais complexas em linguagens como SPARQL .
Um mecanismo de validação SHACL toma como entrada um grafo de dados RDF e um grafo contendo declarações de condições, chamadas "shapes" (formas), e gera um relatório de validação que pode ser usado por ferramentas. Esses gráficos podem ser representados em qualquer formato de serialização RDF (Resource Description Framework), incluindo JSON-LD ou Turtle. A adoção do SHACL pode influenciar o futuro dos dados vinculados  .